# Гурло, Алесь
Але́сь Гурло́ (бел. Алесь Гурло), полное имя Алекса́ндр Кондра́тьевич Гурло́ (бел. Аляксандр Кандратавіч Гурло; 19 (31) января 1892, Копыль, Слуцкий уезд, Минская губерния — 4 февраля 1938, Минск), известный также под псевдонимами Л.Эхо, А. Г. и А.Г-ло) — белорусский поэт, прозаик, переводчик и лингвист.

## Биография
Родился в крестьянской семье, окончил Копыльское 4-классное училище в 1908 году. Работал чернорабочим на лесопилке. В 1909 году вступил в Копыльское отделение РСДРП и выпускал рукописные журналы «Заря», «Голос низа», «Вольная думка» (1910—1911). В 1912 году с помощью Д. Ф. Жилуновича устроился работать на литейный завод «Вулкан» в Санкт-Петербурге.
Участник Первой мировой войны, унтер-офицер Русского императорского флота, член экипажа крейсера «Богатырь» с 1914 года, позже — член экипажа миноносца «Забияка». Служил на Балтийском флоте. Участник Февральской и Октябрьской революции, с отрядом матросов-революционеров участвовал в штурме Зимнего дворца. Подавлял эсеровский бунт в Ярославле и воевал против армии Колчака. В 1919 году под Казанью был тяжело ранен и демобилизован как инвалид боевых действий. В 1919—1920 годах работал в Нижегородском порту.
В 1921 году вернулся в Белоруссию, осел в Минске. Работал в наркоме просвещения БССР, в газете «Савецкая Беларусь» в 1922—1923 годах и Инбелкульте (аспирант). Научный сотрудник Института языка Белорусской академии наук в 1929—1930 годах. Участвовал в составлении терминологических словарей на белорусском языке, поддерживал и выпускал словарь «Тэхнічная тэрміналогія» (вып. 1. Мн., 1932), готовил словарь языка местечка Копыль и краевой словарь Копыльщины (материалы утеряны во время Великой Отечественной войны). Член литературных объединений «Маладняк», «Полымя» (по его имени назван журнал) и «Пробліск».
25 июля 1930 года ГПУ БССР арестовало Гурло по делу «Союза освобождения Белоруссии», сфабрикованному Г. Я. Рапопортом. 10 апреля 1931 года Коллегия ГПУ БССР постановила выслать Гурло в Самару на 5 лет (условно). В 1934 году принят в Союз писателей СССР.
Умер от туберкулёза, похоронен на минском Военном кладбище. 15 ноября 1957 года реабилитирован посмертно.

## Литературная деятельность
Первые стихи опубликованы в 1907 году в газете «Наша ніва». В 1912 году написал семейно-бытовую драму «Любовь всё побеждает» (бел. Любоў усё змагае)". Автор сборников поэзии «Цветок» (бел. Барвёнак, 1924), «Свидания» (бел. Спатканні, 1925), «Созвездия» (бел. Сузор'і, 1926), «Звёздность» (бел. Зорнасць, 1927), «Края» (бел. Межы, 1929). Переводил на белорусский язык А.О.Авдеенко, Ф.В.Гладкова, В.П.Ставского и других писателей.